# Формула-1 — Гран-прі Туреччини 2020
Гран-прі Туреччини 2020 (офіційно — Formula 1 DHL Turkish Grand Prix 2020) — автоперегони чемпіонату світу Формули-1, які відбулися 15 листопада 2020 року на гоночній трасі Істанбул Парк, Туреччина. Це чотирнадцятий етап чемпіонату світу та восьме Гран-прі Туреччини.
Льюїс Гамільтон на цьому Гран-прі став семикратним Чемпіоном Світу та зрівнявся за кількістю титулів із Міхаелем Шумахером.

## Вільні заїзди
У першій тренувальній сесії лідирував Макс Ферстаппен, який випередив товариша по команді Александра Албона, а Шарль Леклер у Феррарі став третім. Час на колах був значно повільнішим, ніж очікувалося, пілоти заявляли про низьке зчеплення болідів з трасою після реконструкції треку, яка включала нанесення нового асфальту. Час кіл на першій практиці був приблизно на десять секунд повільнішим, ніж встановлений на попередній гонці Формули-1, і на двадцять секунд повільніше, ніж час, який очікувався в кваліфікації. Друга сесія завершилася найшвидшим колом Ферстаппена переду Леклера та Мерседеса Вальттері Боттаса. Третя тренувальна сесія проходила у вологих умовах, як і кваліфікація і перегони, і знову закінчилася лідерством Ферстаппена.

## Кваліфікація
| Поз.                    | No. | Пілот              | Конструктор               | Кваліфікаційний час | Кваліфікаційний час | Кваліфікаційний час | Старт |
| Поз.                    | No. | Пілот              | Конструктор               | Q1                  | Q2                  | Q3                  | Старт |
| ----------------------- | --- | ------------------ | ------------------------- | ------------------- | ------------------- | ------------------- | ----- |
| 1                       | 18  | Ленс Стролл        | Racing Point-BWT Mercedes | 2:07.467            | 1:53.372            | 1:47.765            | 1     |
| 2                       | 33  | Макс Ферстаппен    | Red Bull Racing-Honda     | 1:57.485            | 1:50.293            | 1:48.055            | 2     |
| 3                       | 11  | Серхіо Перес       | Racing Point-BWT Mercedes | 2:07.614            | 1:54.097            | 1:49.321            | 3     |
| 4                       | 23  | Александр Албон    | Red Bull Racing-Honda     | 1:59.431            | 1:52.282            | 1:50.448            | 4     |
| 5                       | 3   | Данієль Ріккардо   | Renault                   | 2:05.598            | 1:54.278            | 1:51.595            | 5     |
| 6                       | 44  | Льюїс Гамільтон    | Mercedes                  | 2:07.559            | 1:52.709            | 1:52.560            | 6     |
| 7                       | 31  | Естебан Окон       | Renault                   | 2:06.115            | 1:53.657            | 1:52.622            | 7     |
| 8                       | 7   | Кімі Ряйкконен     | Alfa Romeo Racing-Ferrari | 2:01.249            | 1:53.793            | 1:52.745            | 8     |
| 9                       | 77  | Вальттері Боттас   | Mercedes                  | 2:07.001            | 1:53.767            | 1:53.258            | 9     |
| 10                      | 99  | Антоніо Джовінацці | Alfa Romeo Racing-Ferrari | 2:07.341            | 1:53.431            | 1:57.226            | 10    |
| 11                      | 4   | Ландо Норріс       | McLaren-Renault           | 2:07.167            | 1:54.945            |                     | 14    |
| 12                      | 5   | Себастьян Феттель  | Ferrari                   | 2:03.356            | 1:55.169            |                     | 11    |
| 13                      | 55  | Карлос Сайнс       | McLaren-Renault           | 2:07.489            | 1:55.410            |                     | 15    |
| 14                      | 16  | Шарль Леклер       | Ferrari                   | 2:04.464            | 1:56.696            |                     | 12    |
| 15                      | 10  | П'єр Гаслі         | AlphaTauri-Honda          | 2:05.579            | 1:58.556            |                     | 19    |
| 16                      | 20  | Кевін Магнуссен    | Haas-Ferrari              | 2:08.007            |                     |                     | 13    |
| 17                      | 26  | Даніїл Квят        | AlphaTauri-Honda          | 2:09.070            |                     |                     | 16    |
| 18                      | 63  | Джордж Расселл     | Williams-Mercedes         | 2:10.017            |                     |                     | ПЛ    |
| 19                      | 8   | Роман Грожан       | Haas-Ferrari              | 2:12.909            |                     |                     | 17    |
| 20                      | 6   | Ніколас Латіфі     | Williams-Mercedes         | 2:21.611            |                     |                     | ПЛ    |
| Правило 107 %: 2:05.708 |     |                    |                           |                     |                     |                     |       |
| Джерело:                |     |                    |                           |                     |                     |                     |       |

1. ↑  Ландо Норріс отримав штраф з втратою 5-ти місць за ігнорування жовтих прапорів під час кваліфікації[3]
2. ↑  Карлос Сайнс отримав штраф з втратою 5-ти місць за перешкоджання Серхіо Пересу під час кваліфікації.[4]
3. ↑  П'єр Гаслі був змушений починати гонку з кінця пелетону за порушення правила «закритого парку».[5]
4. ↑  Джордж Расселл був змушений починати гонку з кінця пелетону через незаплановану заміну двигуна[6]. Також він отримав штраф із втратою 5-ти позицій на старті за ігнорування жовтих прапорів.[7] Врешті решт, Расселл стартував з піт-лейну після повернення до боксів через пошкодження боліду на установчому колі. Його 20-те місце на стартовій решітці залишилось порожнім.
5. ↑  Ніколас Латіфі стартував у гонці з піт-лейну через те, що він не виїхав з нього, перед тим як піт-лейн закрили. Його 18-те місце на стартовій решітці залишилось порожнім.
6. ↑  Оскільки кваліфікація проходила у вологих умовах, правило 107 % не діяло.[8]

## Перегони
| Поз.                                                                | No. | Пілот              | Конструктор               | Кола | Час/Відставання | Старт | Очки |
| ------------------------------------------------------------------- | --- | ------------------ | ------------------------- | ---- | --------------- | ----- | ---- |
| 1                                                                   | 44  | Льюїс Гамільтон    | Mercedes                  | 58   | 1:42:19.313     | 6     | 25   |
| 2                                                                   | 11  | Серхіо Перес       | Racing Point-BWT Mercedes | 58   | +31.633         | 3     | 18   |
| 3                                                                   | 5   | Себастьян Феттель  | Ferrari                   | 58   | +31.960         | 11    | 15   |
| 4                                                                   | 16  | Шарль Леклер       | Ferrari                   | 58   | +33.858         | 12    | 12   |
| 5                                                                   | 55  | Карлос Сайнс       | McLaren-Renault           | 58   | +34.363         | 15    | 10   |
| 6                                                                   | 33  | Макс Ферстаппен    | Red Bull Racing-Honda     | 58   | +44.873         | 2     | 8    |
| 7                                                                   | 23  | Александр Албон    | Red Bull Racing-Honda     | 58   | +46.484         | 4     | 6    |
| 8                                                                   | 4   | Ландо Норріс       | McLaren-Renault           | 58   | +1:01.259       | 14    | 4+1  |
| 9                                                                   | 18  | Ленс Стролл        | Racing Point-BWT Mercedes | 58   | +1:12.353       | 1     | 2    |
| 10                                                                  | 3   | Данієль Ріккардо   | Renault                   | 58   | +1:35.460       | 5     | 1    |
| 11                                                                  | 31  | Естебан Окон       | Renault                   | 57   | +1 коло         | 7     |      |
| 12                                                                  | 26  | Даніїл Квят        | AlphaTauri-Honda          | 57   | +1 коло         | 16    |      |
| 13                                                                  | 10  | П'єр Гаслі         | AlphaTauri-Honda          | 57   | +1 коло         | 19    |      |
| 14                                                                  | 77  | Вальттері Боттас   | Mercedes                  | 57   | +1 коло         | 9     |      |
| 15                                                                  | 7   | Кімі Ряйкконен     | Alfa Romeo Racing-Ferrari | 57   | +1 коло         | 8     |      |
| 16                                                                  | 63  | Джордж Расселл     | Williams-Mercedes         | 57   | +1 коло         | PL    |      |
| 172                                                                 | 20  | Кевін Магнуссен    | Haas-Ferrari              | 55   |                 | 13    |      |
| Схід                                                                | 8   | Роман Грожан       | Haas-Ferrari              | 49   |                 | 17    |      |
| Схід                                                                | 6   | Ніколас Латіфі     | Williams-Mercedes         | 39   |                 | PL    |      |
| Схід                                                                | 99  | Антоніо Джовінацці | Alfa Romeo Racing-Ferrari | 11   |                 | 10    |      |
| Найшвидше коло: Ландо Норріс (McLaren-Renault) — 1:36.806 (58 коло) |     |                    |                           |      |                 |       |      |
| Джерело:                                                            |     |                    |                           |      |                 |       |      |

- ↑  — Кевін Магнуссен був класифікований, оскільки він проїхав більше 90 % дистанції перегонів.

## Положення в чемпіонаті після Гран-прі
|          | Поз. | Пілот            | Очки |
| -------- | ---- | ---------------- | ---- |
|          | 1    | Льюїс Гамільтон  | 307  |
|          | 2    | Вальттері Боттас | 197  |
|          | 3    | Макс Ферстаппен  | 170  |
| 2        | 4    | Серхіо Перес     | 100  |
|          | 5    | Шарль Леклер     | 97   |
| Джерело: |      |                  |      |

|          | Поз. | Конструктор               | Очки |
| -------- | ---- | ------------------------- | ---- |
|          | 1    | Mercedes                  | 504  |
|          | 2    | Red Bull Racing-Honda     | 240  |
| 2        | 3    | Racing Point-BWT Mercedes | 154  |
|          | 4    | McLaren-Renault           | 149  |
| 2        | 5    | Renault                   | 136  |
| Джерело: |      |                           |      |